# Чарлз Піт Конрад
Чарлз «Піт» Конрад-молодший (англ. Charles «Pete» Conrad, Jr.; 2 червня 1930 — 8 липня 1999) — американський астронавт, один з 12 людей, що побували на Місяці. Входить до Зали слави астронавтів.

## Біографія
Народився 2 червня 1930 року у Філадельфії, в 1953 закінчив університет в Принстоні зі ступенем бакалавра наук з авіаційної техніки. У тому ж році вступає на службу до ВМС США. Закінчує школу льотчиків-випробувачів ВМС США на авіастанції Пет'юксент-Рівер (Меріленді), служить льотчиком-випробувачем. У 1960—1961 — пілот-інструктор школи льотчиків-випробувачів (у цей час у нього був курсант Алан Бін. Пройде 8 років, і вони удвох будуть ходити по Місяцю).
1962 року Чарлз Конрад був зарахований до другої групи астронавтів США.

## Космічні польоти
Здійснив 4 космічних польоти:
- Перший політ з 21 по 28 серпня 1965 року як пілота місії «Джеміні-5».

- Другий політ з 12 по 15 вересня 1966 року як командира місії «Джеміні-11».

- Третій політ з 14 по 24 листопада 1969 року як командира місії «Аполлон-12».

- Четвертий політ з 24 травня по 22 червня 1973 року як командира місії «Скайлеб-2».

## Смерть
8 липня 1999 року в результаті мотоциклетної катастрофи на гірській дорозі в штаті Каліфорнія 69-річний Конрад отримав травми, котрі спочатку зовні виглядали несуттєво, але через 6 годин він помер в госпіталі від внутрішньої кровотечі.